# Clark Fork (afluent del Pend Oreille)
El Clark Fork, o Clark Fork of the Columbia River, és un riu que travessa els estats de Montana i Idaho, amb una llargària de 310 milles (500 km). Amb un cabal mitjà de 621 m3/s és el riu més cabalós de Montana, drena una extensa regió de les muntanyes Rocoses a l'oest de Montana i al nord d'Idaho a la conca hidrogràfica del riu Columbia. El riu flueix cap al nord-oest al llarg d'una longa vall a la base de les muntanyes Cabinet i desemboca al llac Pend Oreille al Panhandle d'Idaho. El riu Pend Oreille que travessa consecutivament Idaho, Washington (EUA) i la Colúmbia Britànica, Canadà, drena el llac cap al Columbia a Washington, alguns cops s'inclou com a part del mateix Clark Fork, donant-li una longitud total de 479 milles (771 km), amb una conca hidrogràfica de 25,820 milles quadrades (66,900 km2). En les seves 20 milles (32 km) a Montana, prop de Butte, es coneix com Silver Bow Creek. La interestatal 90 segueix gran part del curs superior del riu des de Butte fins a Saint Regis. El punt més alt de la conca hidrogràfica del riu és el mont Evans amb el cim a 10,641 peus (3,243 m) al comtat de Deer Lodge, Montana, al llarg de la divisòria continental.
El Clark Fork és un riu de classe I amb finalitats recreatives a Montana des de Warm Springs Creek fins a la frontera d'Idaho.
El Clark Fork no s'ha de confondre amb el Clarks Fork del riu Yellowstone, que es troba a Montana i Wyoming i es troba al costat atlàntic de la Gran Divisió.

## Recorregut

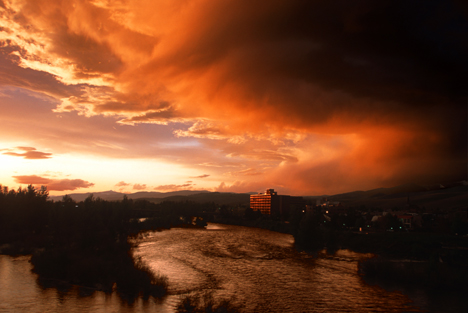
El Clark Fork travessant el centre de Missoula (2003)

Neix com a Silver Bow Creek al sud-oest de Montana, a menys de 5 milles (8.0 km) de la divisòria continental prop del centre de Butte, des de la confluència dels rierols Basin i Blacktail. Flueix cap al nord-oest i al nord travessant una vall a les muntanyes, passant a l'est d'Anaconda, on canvia el seu nom pel de Clark Fork a la confluència amb el Warm Springs Creek, després al nord-oest fins a Deer Lodge. Prop de Deer Lodge rep el riu Little Blackfoot. Des de Deer Lodge gira vers al nord-oest a través de l'oest de Montana, passant al sud de la serralada Garnet cap a Missoula. A cinc milles a l'est de Missoula, el riu rep el riu Blackfoot.
Al nord-oest de Missoula el riu segueix per una llarga vall que ressegueix el flanc nord-est de la serralada Bitterroot, travessant del bosc nacional Lolo. Rep el Bitterroot pel sud/sud-oest a unes 5.5 milles (8.9 km) a l'oest del centre de Missoula. Al llarg de les muntanyes Cabinet, el riu rep el riu Flathead des de l'est prop de Paradise. Rep el riu Thompson des del nord prop de Thompson Falls al sud del comtat de Sanders.
Hi ha tres preses al tram baix del Clark Fork. A Thompson Falls, unes 100 mi (160 km) al nord-oest de Missoula, la presa de Thompson Falls, en realitat una sèrie de quatre preses que uneixen les illes del riu, es va construir al cim de les cascades el 1915. A continuació, a Noxon, Montana, al llarg de les muntanyes Cabinet i l'extrem nord de les Bitterroots prop de la frontera amb Idaho, el riu és embassat per la presa de Noxon Rapids, completada el 1959 i formant un embassament de 20-milla-long (32 km). Creua a l'est del comtat de Bonner al nord d'Idaho entre les ciutats de Heron, Montana, i la ciutat de Cabinet, Idaho. A Idaho, just abans de la ciutat de Cabinet, el riu Clark Fork torna a ser embassat a la presa de Cabinet Gorge. La construcció de la presa de Cabinet Gorge s'acabà a principis de la dècada del 1950 i el seu embassament s'estén cap a l'est fins a Montana.
Després de passar la presa Cabinet Gorge, el riu entra a l'extrem nord-est del llac Pend Oreille, a unes 8 milles (13 km) a l'oest de la frontera entre Idaho i Montana, prop de la localitat de Clark Fork, Idaho.

## Història

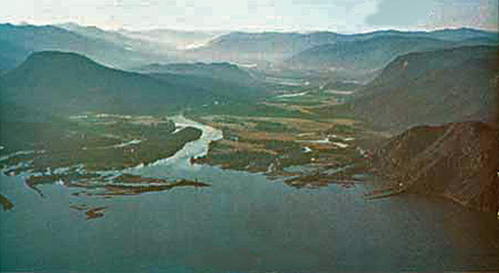
La desembocadura del Clark Fork al llac Pend Oreille a Idaho

Al segle xix la vall del Clark Fork estava habitada per la tribu dels nadius americans flathead. Fou explorat per Meriwether Lewis de l'expedició de Lewis i Clark durant el viatge de tornada des del Pacífic l'any 1806. El riu rep el nom de William Clark. Un segment mitjà del riu a Montana era conegut anteriorment com el riu Missoula. El riu també rebé el nom de Deer Lodge River per part de Granville Stuart.
El 1809 David Thompson, de la Companyia del Nord-oest, explorà la regió i va fundar diversos llocs de comerç de pells, incloent Kullyspell House a la desembocadura del Clark Fork, i Saleesh House al riu prop del lloc actual de Thompson Falls, Montana. Thompson va utilitzar el nom Saleesh River per referir-se a tot el sistema fluvial Flathead-Clark Fork-Pend Oreille. Durant la major part de la primera meitat del segle xix el riu Clark Fork i la regió circumdant van ser controlats per la Companyia del Nord-oest britànic-canadenc i la Companyia de la Badia de Hudson.
A mitjans del segle xix el riu Clark Fork travessava la vall on el bestiar havia substituït el bisó. Va ser quan Conrad Kohrs va comprar un ranxo a Johnny Grant que ara s'anomena Grant-Kohrs Ranch, un lloc històric nacional i un parc federal. Per obtenir una història del riu i de la gent.
El Clark Fork i el riu Blackfoot sofriren una inundació rècord el 1908.
El 2008 es desmantellà la presa de Milltown, la qual retenia sediments contaminats provinents de la mineria a la confluència dels rius Clark Fork i Blackfoot. La presa de Stimsones va retirar el 2007 just aigües amunt de la presa de Milltown al riu Blackfoot. La presa de Stimson estava normalment sota l'aigua a causa de la presa de Milltown. L'àrea que abans estava sota el llac Milltown s'ha convertit recentment en un parc estatal. La remediació i/o la restauració d'aquests llocs està en curs.